# Croton phebalioides
Pour Croton phebalioides A.Cunn. ex Benth., voir Croton insularis.
Pour Croton phebalioides var. hirsutus, F.M. Bailey, 1902 et pour Croton phebalioides var. stigmatosus, (F.Muell.) Domin, 1927, voir Croton stigmatosus.
Espèce
Croton phebalioides est une espèce de plantes à fleurs du genre Croton et de la famille des Euphorbiaceae, présente en Australie de l'est du Queensland jusqu'au nord est de la Nouvelle-Galles du Sud.
Il a pour synonymes :
- Croton maidenii, R.T.Baker, 1914 (1915)
- Croton phebalioides var. acuminatus, Domin, 1927
- Croton phebalioides var. hispidus, J.H. Simmonds
- Croton phebalioides var. typicus, Domin, 1927
- Oxydectes phebalioides, (F.Muell. ex Müll.Arg.) Kuntze